# Lawrence Hill (stacja kolejowa)
Lawrence Hill – stacja kolejowa w Bristolu na linii kolejowej Severn Beach Line i magistrali kolejowej łączącej Bristol z Walią i północną częścią Anglii. Stacja obsługuje dzielnicę St George.

## Ruch pasażerski
Stacja obsługuje ok. 152 906 pasażerów rocznie (dane za rok 2021/2022). Posiada bezpośrednie połączenia z Bristol Parkway, Cardiff, Cheltenham i Malvern. Pociągi odjeżdżają ze stacji w odstępach co najmniej godzinnych w każdą stronę. 

## Obsługa pasażerów
Przystanek autobusowy. Stacja nie posiada parkingu samochodowego ani rowerowego. Odprawa podróżnych odbywa się w pociągu.